# Patric Pfannmüller
Patric Pfannmüller (* 1977 in Niddatal-Assenheim) ist ein Senioren-Skaterhockey-Bundesligatrainer und Sportlicher Leiter. Ebenso ist er seit 2016 Obermeister der Dachdeckerinnung des Wetteraukreises.

## Wirken
Sport:
Pfannmüller bestritt als Spieler ca. 35 Inlinehockeynationalspiele.
Seine Erfolge auf nationaler Ebene im Inlinehockey als Spieler sind der sechsmalige Gewinn der deutschen Meisterschaft und sechsmal der Pokalsieg.
Als Trainer wurde Pfannmüller Vize-Europameister 2003 mit den Junioren. Auf nationaler Ebene gewann er als Trainer mit den Rhein-Main Patriots die Deutsche Meisterschaft 2002 mit der U16, 2004 mit der U10, 2006 mit den U19 und 2007 mit der U13. 2003 wurde er zudem als Trainer der U19-Hessenauswahl Deutscher Skaterhockey-Länderpokalsieger.
Von 2011 bis 2015 war Patric Pfannmüller Trainer der Skaterhockey-Bundesligamannschaft des IVA Rhein-Main Patriots. Seit 2016 ist er Sportlicher Leiter des Vereins.
Dort ist er seit 1999 Mitglied und zudem Teil des geschäftsführenden Vorstandes.
Neben seiner Tätigkeit im Sport ist er auch beruflich engagiert. 2016 zum Obermeister der Dachdeckerinnung des Wetteraukreises gewählt ist er erster Ansprechpartner seines gelernten Berufes in seiner Region.